# 5066 Garradd
5066 Garradd è un asteroide areosecante. Scoperto nel 1990, presenta un'orbita caratterizzata da un semiasse maggiore pari a 1,9361865 UA e da un'eccentricità di 0,1544196, inclinata di 41,45104° rispetto all'eclittica.
L'asteroide è dedicato all'astronomo australiano Gordon J. Garradd.